# Adrien Gouffier de Boissy
Adrien Gouffier de Boissy (?, c. 1479 - Villedieu-sur-Indre, 24 de julio de 1523) fue un prelado francés. 

## Biografía
Hijo de Guillaume, señor de Boissy que fue chambelán de Carlos VII y gobernador con Carlos VIII, y de Philippine de Montmorency, que era hija de Jean II de Montmorency, tuvo por hermanos a Artus, que fue gran maestre de Francia; 
Guillaume, almirante de Francia; Aimard o Aimery, que le sucedió en el obispado de Albi; Louis, abad de Saint-Maixent y Pierre, abad de Saint-Denis. 
Protonotario apostólico desde los catorce años y abad in commendam de varios monasterios en Francia con dispensa por razón de su corta edad, en 1510 fue elegido obispo de Coutances.  
A instancias del rey Francisco I, el papa León X le creó cardenal presbítero en el consistorio de diciembre de 1515 con título de San Marcellino y San Pietro, que después cambió por el de Santa Balbina. Fue legado del papa en Francia, limosnero mayor del reino y administrador apostólico de Albi desde 1519.
Fallecido con cerca de 44 años de edad, fue sepultado en la iglesia de la abadía de Bourgueil. 